# Abdulla the Great
Abdulla the Great is een Brits-Egyptische filmkomedie uit 1955 onder regie van Gregory Ratoff.

## Verhaal
De oosterse koning Abdulla heeft een oogje op het Britse fotomodel Ronnie. Hij denkt dat Ronnie vanwege zijn grote macht en rijkdom als een blok voor hem zal vallen. Wanneer ze zijn avances afwijst, is hij zozeer uit het lood geslagen dat hij niet merkt dat zijn onderdanen in opstand komen.

## Rolverdeling
| Acteur           | Personage |
| ---------------- | --------- |
| Gregory Ratoff   | Abdulla   |
| Kay Kendall      | Ronnie    |
| Marina Berti     | Aziza     |
| Sydney Chaplin   | Ahmed     |
| Alexander D'Arcy | Marco     |
| Mary Costes      | Gravin    |
| Marti Stevens    | Zangeres  |